# Shreenagar Bairiya
Shreenagar Bairiya (en népalais : श्रीनगर बैरिया) est un comité de développement villageois du Népal situé dans le district de Bara. Au recensement de 2011, il comptait 4 732 habitants.